# Liga Asobal 1993-94
La Liga Asobal 1993-94 se desarrolló en dos fases con formato de liga y a continuación dos eliminatorias: por el título y por el descenso. Esta temporada los equipos que ascendieron directamente fueron el BM Guadalajara y el Academia Octavio. Sin embargo, el Mepamsa San Antonio tuvo que renunciar a la categoría, y el Benidorm desapareció, por lo que sus plazas fueron ocupadas por el Arrate y el Caserío Vigón, refundado como Seguros Solis.

## Equipos por comunidades autónomas
| Comunidad autónoma   | N.º | Equipos                                       |
| -------------------- | --- | --------------------------------------------- |
| Castilla-La Mancha   | 3   | Cuenca, Guadalajara y Seguros Solis           |
| Comunidad de Madrid  | 2   | Atllético Madrid Alcobendas y Juventud Alcalá |
| País Vasco           | 2   | Arrate y Elgorriaga Bidasoa                   |
| Cataluña             | 2   | FC Barcelona y Granollers                     |
| Galicia              | 2   | Teucro CajaPontevedra y Pilotes Posada        |
| Andalucía            | 1   | Puleva Maristas                               |
| Castilla y León      | 1   | Valladolid                                    |
| Cantabria            | 1   | Teka                                          |
| Comunidad Valenciana | 1   | Avidesa Alzira                                |
| Canarias             | 1   | Cadagua Gáldar                                |
| Castilla y León      | 1   | Valladolid                                    |

## Primera fase
Esta fase se compuso de dos grupos de ocho equipos que disputaron sus partidos a doble vuelta.

### Crupo A
| Pos | Equipo                | J  | G  | E | P  | GF  | GC  | Dif | Pts |
| --- | --------------------- | -- | -- | - | -- | --- | --- | --- | --- |
| 1   | Granollers            | 14 | 12 | 0 | 2  | 369 | 302 | 67  | 24  |
| 2   | Juventud Alcalá       | 14 | 7  | 3 | 4  | 333 | 324 | 9   | 17  |
| 3   | Puleva Maristas       | 14 | 8  | 0 | 6  | 383 | 356 | 27  | 16  |
| 4   | Avidesa Alzira        | 14 | 8  | 0 | 6  | 337 | 320 | 17  | 16  |
| 5   | Teucro CajaPontevedra | 14 | 7  | 1 | 6  | 312 | 320 | –8  | 15  |
| 6   | Valladolid            | 14 | 7  | 1 | 6  | 350 | 341 | 9   | 15  |
| 7   | Seguros Soliss (A)    | 14 | 4  | 1 | 9  | 316 | 361 | –45 | 9   |
| 8   | Pilotes Posada (A)    | 14 | 0  | 0 | 14 | 296 | 372 | –76 | 0   |

|  | Grupo I (título)       |
|  | Grupo II (permanencia) |
|  | (A) Ascendidos 1992-93 |

### Grupo B
| Pos | Equipo                      | J  | G  | E | P  | GF  | GC  | Dif | Pts |
| --- | --------------------------- | -- | -- | - | -- | --- | --- | --- | --- |
| 1   | FC Barcelona                | 14 | 13 | 1 | 0  | 355 | 289 | 66  | 27  |
| 2   | Elgorriaga Bidasoa          | 14 | 11 | 0 | 3  | 343 | 316 | 27  | 22  |
| 3   | Teka (C)                    | 14 | 8  | 3 | 3  | 370 | 324 | 46  | 19  |
| 4   | BM Cadagua Gáldar           | 14 | 7  | 3 | 4  | 380 | 369 | 11  | 17  |
| 5   | Conquense                   | 14 | 4  | 3 | 7  | 318 | 334 | –16 | 11  |
| 6   | Atllético Madrid Alcobendas | 14 | 3  | 3 | 8  | 336 | 342 | –6  | 9   |
| 7   | Arrate (A)                  | 14 | 2  | 0 | 12 | 295 | 362 | –67 | 4   |
| 8   | Guadalajara (A)             | 14 | 1  | 1 | 12 | 304 | 365 | –61 | 3   |

|  | Grupo I (título)         |
|  | Grupo II (permanencia)   |
|  | (C) Campeón Liga 1992-93 |
|  | (A) Ascendidos 1992-93   |

## Segunda fase
El Grupo I contaba con los cuatro mejores de cada grupo de la primera fase. En Grupo II estaban los cuatro últimos equipos de la primera fase. En ambos grupos se mantuvieron los resultados de la primera fase entre equipos que procedían del mismo grupo. El Grupo I se jugó a doble vuelta, sin que se repitiesen los partidos que ya se habían disputado, mientras que en el Grupo II se jugaron todos los partidos a doble vuelta, incluso aquellos cuyos resultados ya se arrastraban.

### Grupo I
Esta fue una liga donde se disputaban el título. Los cuartos de final, semifinales y final eran disputados entre los equipos del Grupo I. Los cuartos de final y las semifinales se disputaron al mejor de tres partidos, con el formato casa-fuera-casa. Las final se disputó al mejor de cinco partidos, con el formato casa-casa-fuera-fuera-casa.
| Pos | Equipo             | J  | G  | E | P  | GF  | GC  | Dif | Pts |
| --- | ------------------ | -- | -- | - | -- | --- | --- | --- | --- |
| 1   | FC Barcelona       | 14 | 11 | 2 | 1  | 341 | 289 | 52  | 24  |
| 2   | Teka (C)           | 14 | 7  | 2 | 5  | 332 | 319 | 13  | 16  |
| 3   | Juventud Alcalá    | 14 | 7  | 2 | 5  | 342 | 348 | –6  | 16  |
| 4   | Granollers         | 14 | 7  | 1 | 6  | 327 | 337 | –10 | 15  |
| 5   | Elgorriaga Bidasoa | 14 | 6  | 2 | 6  | 331 | 328 | 3   | 14  |
| 6   | Avidesa Alzira     | 14 | 6  | 1 | 7  | 310 | 331 | –21 | 13  |
| 7   | BM Cadagua Gáldar  | 14 | 4  | 2 | 8  | 394 | 404 | –10 | 10  |
| 8   | Puleva Maristas    | 14 | 2  | 0 | 12 | 343 | 364 | –21 | 4   |

### Eliminatoria por el título
|  | cuartos de final | cuartos de final   | cuartos de final | cuartos de final   | cuartos de final |    |    | semifinales  | semifinales | semifinales | semifinales | semifinales |  |   | final              | final | final | final | final | final |  |
|  |                  |                    |                  |                    |                  |    |    |              |             |             |             |             |  |   |                    |       |       |       |       |       |  |
|  |                  |                    |                  |                    |                  |    |    |              |             |             |             |             |  |   |                    |       |       |       |       |       |  |
|  | 1                | FC Barcelona       | 27               | 26                 | _                |    |    |              |             |             |             |             |  |   |                    |       |       |       |       |       |  |
|  | 1                | FC Barcelona       | 27               | 26                 | _                |    |    |              |             |             |             |             |  |   |                    |       |       |       |       |       |  |
|  | 8                | Puleva Maristas    | 27               | 22                 | _                |    |    |              |             |             |             |             |  |   |                    |       |       |       |       |       |  |
|  | 8                | Puleva Maristas    | 27               | 22                 | _                |    | 1  | FC Barcelona | 18          | 24          | _           |             |  |   |                    |       |       |       |       |       |  |
|  |                  |                    |                  |                    |                  |    | 1  | FC Barcelona | 18          | 24          | _           |             |  |   |                    |       |       |       |       |       |  |
|  |                  |                    | 5                | Elgorriaga Bidasoa | 19               | 25 | _  |              |             |             |             |             |  |   |                    |       |       |       |       |       |  |
|  | 4                | Granollers         | 5                | Elgorriaga Bidasoa | 19               | 25 | _  | 21           | 22          | 18          |             |             |  |   |                    |       |       |       |       |       |  |
|  | 4                | Granollers         |                  |                    |                  |    |    |              |             | 18          |             |             |  |   |                    |       |       |       |       |       |  |
|  | 5                | Elgorriaga Bidasoa | 19               | 25                 | 21               |    |    |              |             |             |             |             |  |   |                    |       |       |       |       |       |  |
|  | 5                | Elgorriaga Bidasoa | 19               | 25                 | 21               |    |    |              |             |             |             |             |  | 5 | Elgorriaga Bidasoa | 20    | 16    | 24    | 22    |       |  |
|  |                  |                    |                  |                    |                  |    |    |              |             |             |             |             |  | 5 | Elgorriaga Bidasoa | 20    | 16    | 24    | 22    |       |  |
|  |                  |                    | 2                | Teka               | 22               | 23 | 19 | 23           |             |             |             |             |  |   |                    |       |       |       |       |       |  |
|  | 2                | Teka               | 2                | Teka               | 22               | 23 | 19 | 23           | 23          | 37          | _           |             |  |   |                    |       |       |       |       |       |  |
|  | 2                | Teka               |                  |                    |                  |    |    |              |             | 37          | _           |             |  |   |                    |       |       |       |       |       |  |
|  | 7                | Cadagua Gáldar     | 22               | 23                 | _                |    |    |              |             |             |             |             |  |   |                    |       |       |       |       |       |  |
|  | 7                | Cadagua Gáldar     | 22               | 23                 | _                |    | 2  | Teka         | 28          | 22          | 27          |             |  |   |                    |       |       |       |       |       |  |
|  |                  |                    |                  |                    |                  |    | 2  | Teka         | 28          | 22          | 27          |             |  |   |                    |       |       |       |       |       |  |
|  |                  |                    | 6                | Avidesa Alzira     | 22               | 26 | 24 |              |             |             |             |             |  |   |                    |       |       |       |       |       |  |
|  | 3                | Juventud Alcalá    | 6                | Avidesa Alzira     | 22               | 26 | 24 | 29           | 27          | _           |             |             |  |   |                    |       |       |       |       |       |  |
|  | 3                | Juventud Alcalá    |                  |                    |                  |    |    |              |             | _           |             |             |  |   |                    |       |       |       |       |       |  |
|  | 6                | Avidesa Alzira     | 32               | 30                 | _                |    |    |              |             |             |             |             |  |   |                    |       |       |       |       |       |  |
|  | 6                | Avidesa Alzira     | 32               | 30                 | _                |    |    |              |             |             |             |             |  |   |                    |       |       |       |       |       |  |
|  |                  |                    |                  |                    |                  |    |    |              |             |             |             |             |  |   |                    |       |       |       |       |       |  |

### Grupo II
Eliminatoria por la permanencia y el descenso. Se disputaron dos eliminatorias por separado, una entre el cuarto y el quinto clasificados del Grupo II, en la cual el ganador se mantenía en la Liga Asobal y el perdedor promocionaba con un equipo de Primera División. La otra eliminatoria enfrentaba al sexto y al séptimo clasificados, promocionando el ganador con un equipo de Primera División, mientras el perdedor descendía. 
| Pos | Equipo                      | J  | G  | E | P  | GF  | GC  | Dif | Pts |
| --- | --------------------------- | -- | -- | - | -- | --- | --- | --- | --- |
| 1   | Teucro CajaPontevedra       | 20 | 13 | 1 | 6  | 463 | 436 | 27  | 27  |
| 2   | Conquense                   | 20 | 12 | 2 | 6  | 467 | 434 | 33  | 26  |
| 3   | Seguros Soliss (A)          | 20 | 12 | 1 | 7  | 498 | 452 | 46  | 25  |
| 4   | Valladolid                  | 20 | 11 | 3 | 6  | 487 | 444 | 43  | 25  |
| 5   | Atllético Madrid Alcobendas | 20 | 7  | 4 | 9  | 491 | 488 | 3   | 18  |
| 6   | Guadalajara (A)             | 20 | 6  | 3 | 11 | 408 | 468 | –60 | 15  |
| 7   | Arrate (A)                  | 20 | 6  | 2 | 12 | 464 | 499 | –35 | 14  |
| 8   | Pilotes Posadas (A)         | 20 | 4  | 2 | 14 | 423 | 480 | –57 | 10  |

|  | Promoción-descenso     |
|  | Descendido             |
|  | (A) Ascendidos 1992-93 |

### Eliminatoria por la permanencia y el descenso
Se disputaron las eliminatorias al mejor equipo de tres partidos.

#### Valladolid (2) - Atlético Madrid Alcobendas (1)
| 23 de abril de 1994 | Valladolid | 25:26(13:16) | Atllético Madrid Alcobendas | Polideportivo Huerta del Rey, Valladolid         |                                                  |
|                     | Jorge 7    |              | Valenzuela 6                | Árbitro(s): Fernández (España) y Permuy (España) | Árbitro(s): Fernández (España) y Permuy (España) |

| 27 de abril de 1994 | Atllético Madrid Alcobendas | 22:32 (10:16) | Valladolid | Pabellón Municipal, Alcobendas                  |                                                 |
|                     | Valenzuela 8                |               | Jorge 12   | Árbitro(s): Martorell (España) y Feliz (España) | Árbitro(s): Martorell (España) y Feliz (España) |

| 30 de abril de 1994 | Valladolid | 26:21 (:) | Atllético Madrid Alcobendas | Polideportivo Huerta del Rey, Valladolid      |                                               |
|                     | Mikulic 7  |           | Valenzuela 11               | Árbitro(s): Gallego (España) y Lamas (España) | Árbitro(s): Gallego (España) y Lamas (España) |

#### Guadalajara (2) - Arrate (1)
| 23 de abril de 1994 | Guadalajara | 27:29 (13:15) | Arrate      | Pabellón San José, Guadalajara                |                                               |
|                     | Lanca 11    |               | Kalarash 12 | Árbitro(s): Gallego (España) y Lamas (España) | Árbitro(s): Gallego (España) y Lamas (España) |

| 27 de abril de 1994 | Arrate     | 24:26 (9:11) | Guadalajara | Polideportivo de Ipurúa, Éibar              |                                             |
|                     | Bergendi 8 |              | Lanca 10    | Árbitro(s): Huelín(España) y Breto (España) | Árbitro(s): Huelín(España) y Breto (España) |

| 30 de abril de 1994 | Guadalajara | 29:23 (15:8) | Arrate     | Pabellón San José, Guadalajara                 |                                                |
|                     | Lanca 8     |              | Kalarash 7 | Árbitro(s): Iniesta (España) y Huguet (España) | Árbitro(s): Iniesta (España) y Huguet (España) |

- El Valladolid, tras ganar al Atllético Madrid Alcobendas se mantenía en la Liga Asobal. El Atlético de Madrid Alcobendas y el Guadalajara, que venció al Arrate jugaron la promoción con el tercer y cuarto clasificado de la Primera División. El Arrate descendió a Primera División.

### Promoción
Se disputaron las eliminatorias a ida y vuelta.

#### Atlético Madrid Alcobendas - Anaitasuna
| 7 de mayo de 1994 | Atlético Madrid Alcobendas | 23:12 (13:7) | Anaitasuna           | Pabellón Municipal, Alcobendas                 |                                                |
|                   | Lamarca 8                  |              | Egaña y San Martín 3 | Árbitro(s): Carballo (España) y Muela (España) | Árbitro(s): Carballo (España) y Muela (España) |

| 14 de mayo de 1994 | Anaitasuna   | 20:24 (9:12) | Atlético Madrid Alcobendas | Pabellón Anaitasuna, Pamplona                  |                                                |
|                    | San Martín 6 |              | Valenzuela 9               | Árbitro(s): Rodríguez (España) y Muro (España) | Árbitro(s): Rodríguez (España) y Muro (España) |

#### Guadalajara - Ademar Embutidos Tello
| 7 de mayo de 1994 | Guadalajara | 27:18 (13:9) | Ademar E. Tello      | Pabellón San José, Guadalajara                    |                                                   |
|                   | Lanca 11    |              | Expósito y Córdoba 4 | Árbitro(s): Argüello (España) y González (España) | Árbitro(s): Argüello (España) y González (España) |

| 14 de mayo de 1994 | Ademar E. Tello | 23:26 (10:13) | Guadalajara  | Pabellón Santa Bárbara, Toledo              |                                             |
|                    | Mimi 6          |               | Rodríguez 10 | Árbitro(s): Gorjón (España) y Ríos (España) | Árbitro(s): Gorjón (España) y Ríos (España) |

- El Atlético de Madrid Alcobendas y el Guadalajara ganaron al Anaitasuna y al Ademar Embutidos Tello en el eliminatoria por la promoción y se aseguraron jugar la siguiente temporada en la Liga Asobal.

## Clasificación final
|    | Equipo                      |
| -- | --------------------------- |
| 1  | Teka (C)                    |
| 2  | Elgorriaga Bidasoa          |
| 3  | FC Barcelona                |
| 4  | Avidesa Alzira              |
| 5  | Juventud Alcalá             |
| 6  | Granollers                  |
| 7  | BM Cadagua Gáldar           |
| 8  | Puleva Maristas             |
| 9  | Teucro CajaPontevedra       |
| 10 | Conquense                   |
| 11 | Seguros Soliss (A)          |
| 12 | Valladolid                  |
| 13 | Atllético Madrid Alcobendas |
| 14 | Guadalajara (A)             |
| 15 | Arrate (A)                  |
| 16 | Pilotes Posadas (A)         |

|  | EHF Champions League: Teka. Al ganar esta competición esta temporada el propio Teka, hay un segundo representante español, el Elgorriaga Bidasoa como subcampeón de liga.                                                                          |
|  | Copa EHF: Al ganar esta competición esta temporada el Alzira, hay dos representantes españoles, que son el Granollers, como campeón de la Copa Asobal, y el Alzira, como mejor clasificado liguero sin participación en otra competición superior. |
|  | Recopa de Europa: Al ganar esta competición esta temporada el F.C. Barcelona, hay dos representantes españoles, que son el F. C. Barcelona y el Juventud Alcalá, como campeón y subcampeón de Copa.                                                |
|  | EHF City Cup |
|  | Descienden a División de Honor 'B' (nueva categoría que se crea la temporada 1994/95). |

- Nota: Tras la temporada, el Atlético de Madrid Alcobendas desapareció, ocupando su plaza el Pilotes Posadas, tras renunciar a ello el JD Arrate.

## Goleadores
| Jugador                | Goles | Equipo             |
| ---------------------- | ----- | ------------------ |
| Václav Lanča           | 210   | BM. Guadalajara    |
| Valery Gopin           | 151   | Puleva Maristas    |
| Nedeljko Jovanović     | 123   | Elgorriaga Bidasoa |
| Juan Francisco Alemany | 119   | Avidesa Alzira     |
| Alfredo Mayoral        | 118   | Conquense          |
| Antonio Ortega         | 110   | Puleva Maristas    |
| Serhiy Bebeshko        | 105   | Seguros Soliss     |
| Zoran Tomić            | 101   | Valladolid         |
| Dalibor Brajić         | 99    | Academia Octavio   |
| Bogdan Wenta           | 96    | FC Barcelona       |